# Макарово (Луганская область)

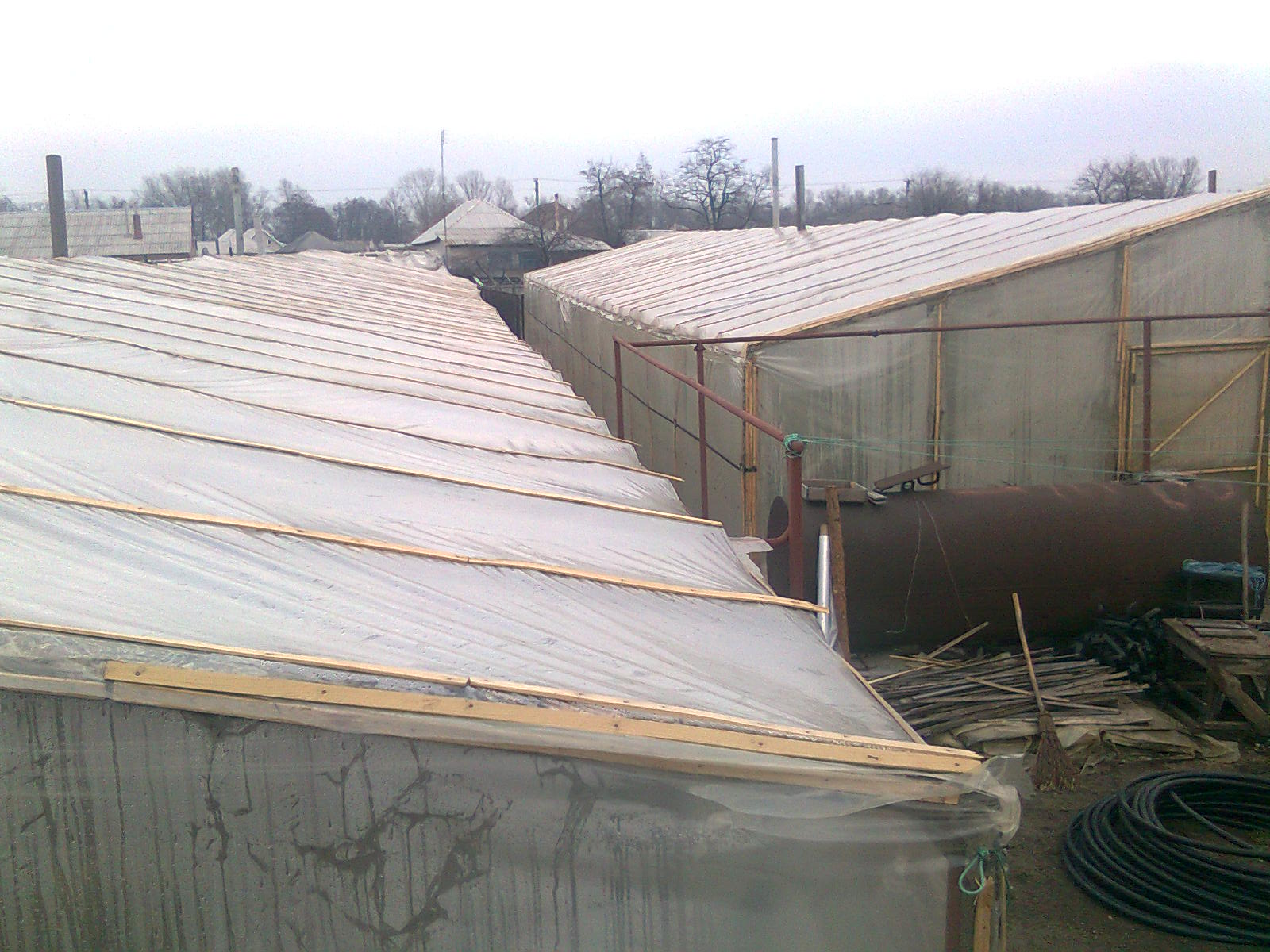
Типичный для Макарово огород — полностью занят теплицами

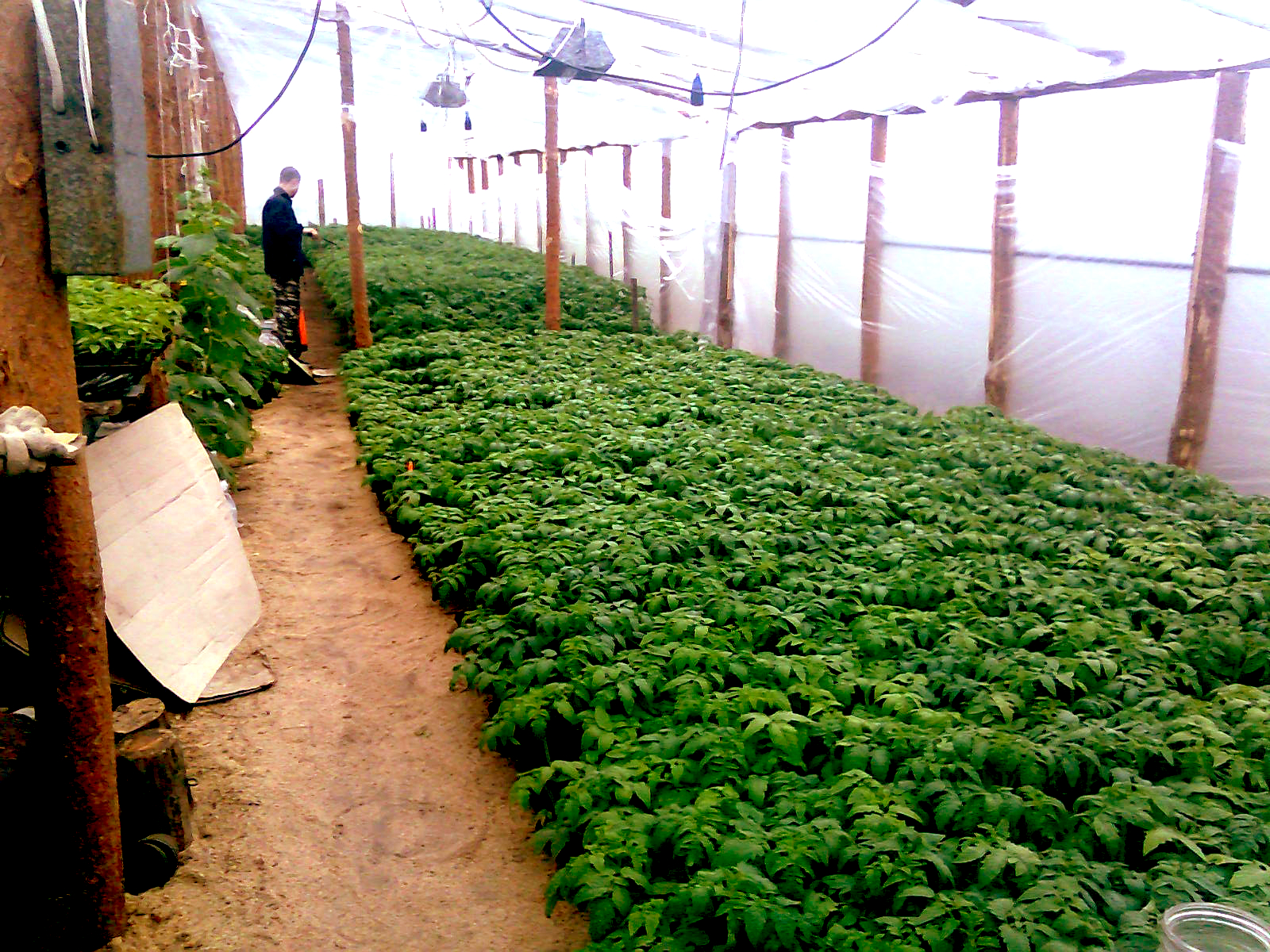
Рассада томатов. Обычно массовый сбор томатов тут начинают во второй половине мая

Макарово (укр. Макарове) — село на Украине, находится в Станично-Луганском районе Луганской области.
Макарово-село, входит в состав Валуйского  сельского совета. Расположен в 2 км от с. Валуйское.
Площадь населенного пункта – 117 га.
Население – 1811 человек.
Количество дворов-855.
День села – 24 сентября.

## Адрес местного совета
93650, Луганская обл., Станично-Луганский р-н, с. Валуйское, ул. Советская, 274

## Транспорт
Хорошо развито маршрутное такси. Маршрутки ходят с интервалом примерно 20 минут через районный центр в Луганск. Существует также железнодорожное сообщение с областным центром (остановочный пункт Макарово, пригородного дизель-поезда Луганск — Ольховая). Через село проходит автотрасса «Луганск-Миллерово».

## Образование

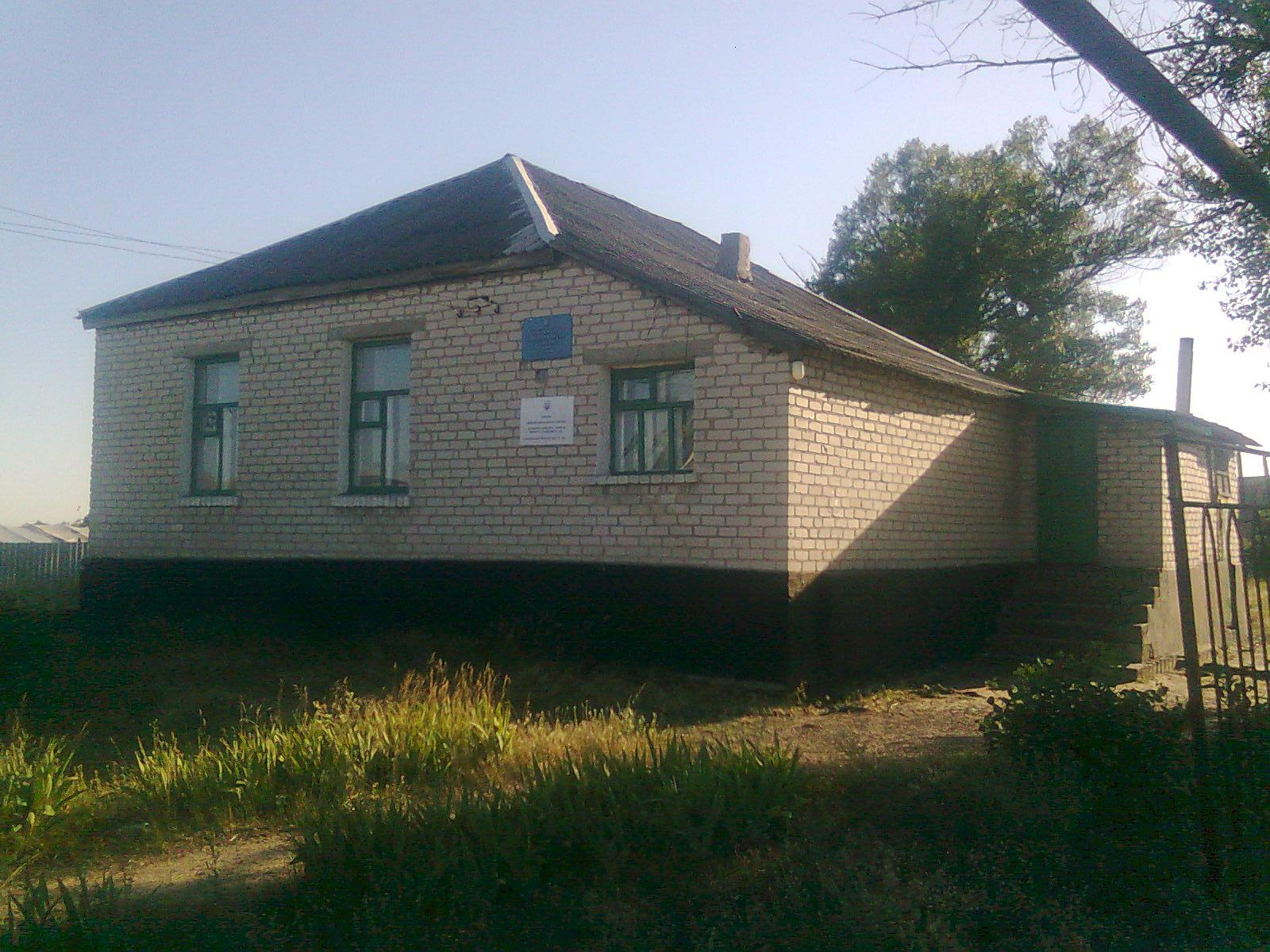
Школа в Макарово

Макаровская начальная школа. Выпускники 4-го класса продолжают обучение в школах с. Валуйское и пгт. Станица Луганская

## Инфраструктура
В селе есть почта, супермаркет, три АЗС, оптовый рынок по торговле овощами, несколько кафе, хозяйственные магазины, круглосуточные продуктовые ларьки, подарочный магазин, магазин «Огородник», профилакторий «Сосновый», детский оздоровительный центр «Березка».

## Экономика
Большинство населения занимается выращиванием овощей в закрытом грунте. Основные культуры — помидор, огурец.

## История
Село основано казаками станицы Луганской, крестьянами, выходцами из Воронежской, Курской, Черниговской губернии, в начале XVIII ст.
Название села образовано от фамилии первого жителя Макарова. В конце XIX ст. в селе насчитывалось 42 двора, проживало 120 мужчин и 138 женщин.
В 1977 году был введен в эксплуатацию товарный склад автозаправочная станция на хуторе Макарово на 500 запросов.

## Археология
На восточной окраине села Макарово выявлены три пункта нижнепалеолитических местонахождений кварцита Макарово-1-3.